# Ісламський культурний центр «Бісмілля»
Ісламський культурний центр «Бісмілля» — зруйнований ісламський центр та мечеть у місті Сіверськодонецьк Луганської області.

## Історія
Мусульманська громада міста була однією з десятьох громад, що офіційно зареєстрували «Духовне управління мусульман України «Умма». 
Відкриття мечеті відбулося 30 вересня 2019 року. 
Під час урочистого відкриття мечеті імам Тимур Берідзе подякував усім, хто долучився до будівництва, допомагав матеріально та підтримував вірян Сіверськодонецька в їхньому прагненні мати власний духовний осередок.
Муфтій ДУМУ «Умма» Саїд Ісмагілов у вітальному слові відзначив наполегливість імама та надзвичайну згуртованість місцевої громади, що й зробило можливим свято. Шейх Саїд Ісмагілов подарував мечеті картину з аятами Священного Корану.
На відкриття завітала й заступниця голови Луганської ОДА Катерина Безгинська, керуючий Луганською єпархією ПЦУ Афанасій, місцеві активісті, а також гості з інших міст і навіть представники благодійних фондів із Туреччини. Вони привітали мусульман Сіверськодонецька, висловивши готовність до співпраці та надію на подальший розвиток мусульманського життя не тільки в місті, а взагалі в Луганській області та на сході України. 
16 червня 2022 року будівля мечеті була зруйнована в результаті російських обстрілів. До руйнування також причетні кадирівці.

## Інфраструктура
Молитовна зала (чоловіча і жіноча)
Мусульманська бібліотека 
Столова для вірян

## Розташування
Адреса мечеті та ІКЦ: м. Сіверськодонецьк, проспект Гвардійський, 10-А.